# Lorenz Hackenholt
Lorenz Hackenholt Rivhack (Gelsenkirchen, Alemania; 25 de junio de 1914 - declarado muerto el 31 de diciembre de 1945) fue un suboficial de las SS, participante activo del Holocausto durante la Segunda Guerra Mundial.
Hackenholtz personalmente diseñó y construyó las cámaras de gas de los campos de concentración de Belzec en Polonia, Sobibor y Treblinka; también se vio involucrado en las matanzas de la Operación Reinhard y la Acción T4.
Se ha estimado que Hackenholt participó en la ejecución de al menos 1.5 millones de personas.

## Biografía
Su nombre completo era Laurenzius Marie Hackenholt y nació el 26 de junio de 1914 en Gelsenkirchen, sus padres eran Theodor Hackenholt y Elizabeth Wobriezek. 
Acudió a la escuela y curso su educación básica hasta los 14 años de edad cuando se inició como apréndiz de albañil hasta su evaluación técnica, la cual aprobó y tras la cual trabajó en varias obras de construcción locales.

### Servicio nazi
Hackenholt ingresó el 1 de abril de 1933 al Partido Nazi con el número 1.727.962 y a las SS el 1 de enero de 1934 cuando fue enviado a una escuela de entrenamiento y asignado al 12.º batallón de ingenieros de las SS. Después de dos años sería dado de baja de esta unidad y se uniría a la división Totenkopf de las SS. Era un hábil mecánico y conductor y a partir de marzo de 1938 trabajo en el campo de concentración de Sachsenhausen en el área de mecánica de vehículos y también como guardia.

#### Acción T4
Acción T4, el llamado programa de eutanasia nazi, estuvo en funciones desde los inicios de 1940 hasta el verano de 1941 cuando las matanzas en las cámaras de gas se detuvieron por órdenes de Hitler. Hackenholt había sido asignado a este programa y fue transferido a Berlín en "funciones especiales" en noviembre de 1939.
Hackenholt llegaría a trabajar en cada una de las 6 instalaciones de la Aktion T4, conducía autobuses con personal SS y los llevaba de una instalación a otra; también removía los cuerpos y los cremaba. También trabajo temporalmente como chofer del Dr. August Becker, el químico y diseñador de las camionetas de gas utilizadas inicialmente para matar presos que era responsable de traer el monóxido de carbono de IG Farben las instalaciones del programa T4. Hackenholt trabajaría principalmente en Grafeneck y Sonnenstein.
Hackenholt llegó a operar personalmente las cámaras de gas y participó en la ejecución de al menos un millón y medio de personas.

#### Operación Reinhard
En el otoño de 1941 cierto personal del programa T4, incluyendo a Hackenholt, fueron transferidos a la reserva de Lublin en Polonia donde trabajo para Odilo Globocnik Durante sus vacaciones, Hackenholt viajó a Berlín y se casó con Ilse Zimmer de 29 años. Después de esto, Hackenholt regreso a Polonia y fue enviado a Belzec donde comenzó a experimentar con nuevos métodos de asesinatos en masa para presos judíos. Hackenholt instaló tres cámaras de gases en barracas aisladas, utilizando el motor de un tanque soviético desensamblado para generar gases de escape de monóxido de carbono. Con este método Hackenholt asesino a 50,000 judíos en un solo mes de mediados de marzo a mediados de abril de 1942. En agosto de 1942 construyó cámaras más largas en Belzec en las cuales instaló un letrero en sus entradas que rezaba "Fundación Hackenholt" ("Stiftung Hackenholt" en alemán) con una estrella de David encima y plantas de geranios a cada lado de la puerta. Hackenholt rápidamente se convirtió en uno de los subordinados favoritos de Christian Wirth, el comandante de Belzec.
Hockenholt también diseño las cámaras de gas de los campos de exterminio de Treblinka y Sobibor y asistió en la construcción de las mismas, especialmente la instalación de las tuberías.
Hackenholt fue apodado "Hacko" por otros guardias y era conocido por ser un hombre rudo y fornido capaz de realizar cualquier tarea de exterminación aunque aparentemente sentía asco y aversión a los cádaveres descompuestos en las fosas comunes. Hackenholt también se encargaba de matar de un tiro en la cabeza a aquellos que eran demasiado viejos, jóvenes o enfermos para poder caminar hasta la cámara de gas. Hackenholt estuvo a cargo de la operación y el mismo Himmler lo declaró como uno de los hombres más distinguidos de Operación Reinhard. En septiembre de 1943 fue ascendido a Hauptscharführer por su eficiencia.
Hackenholt fue recordado durante este periodo por el oficial de a SS Franz Suchomel de la siguiente manera: "En Treblinka, los ucranianos tenían que ingerir cantidades de alcohol para poder llevar a cabo su trabajo y sobrellevar la vida del campo (de concentración), pero Wirth, Oberhauser and Hackenholt tenína mano de hierro para eso, con látigos y castigos." El oficial de las SS Obersturmführer Kurt Gerstein por su parte, presenció una operación de exterminio el 18 de agosto de 1942 y atestiguó que Hackenholt personalmente operaba la máquina de diésel utilizada para matar a los prisioneros.
En diciembre de 1943 Hackenholt y su personal de la Operación Reinhard fueron transferidos a Trieste en el norte de Italia donde buscaron y asesinaron a los pocos judíos que quedaban en la región y durante este tiempo se distinguió en batalla en el área circundante de San Sabba, cerca de Trieste donde los nazis operaban el único campo de concentración ubicado en la Italia fascista. En 1944 se le otorgó la Cruz de Hierro (Segunda Clase) por su desempeño y eficiencia en Operación Reinhard.

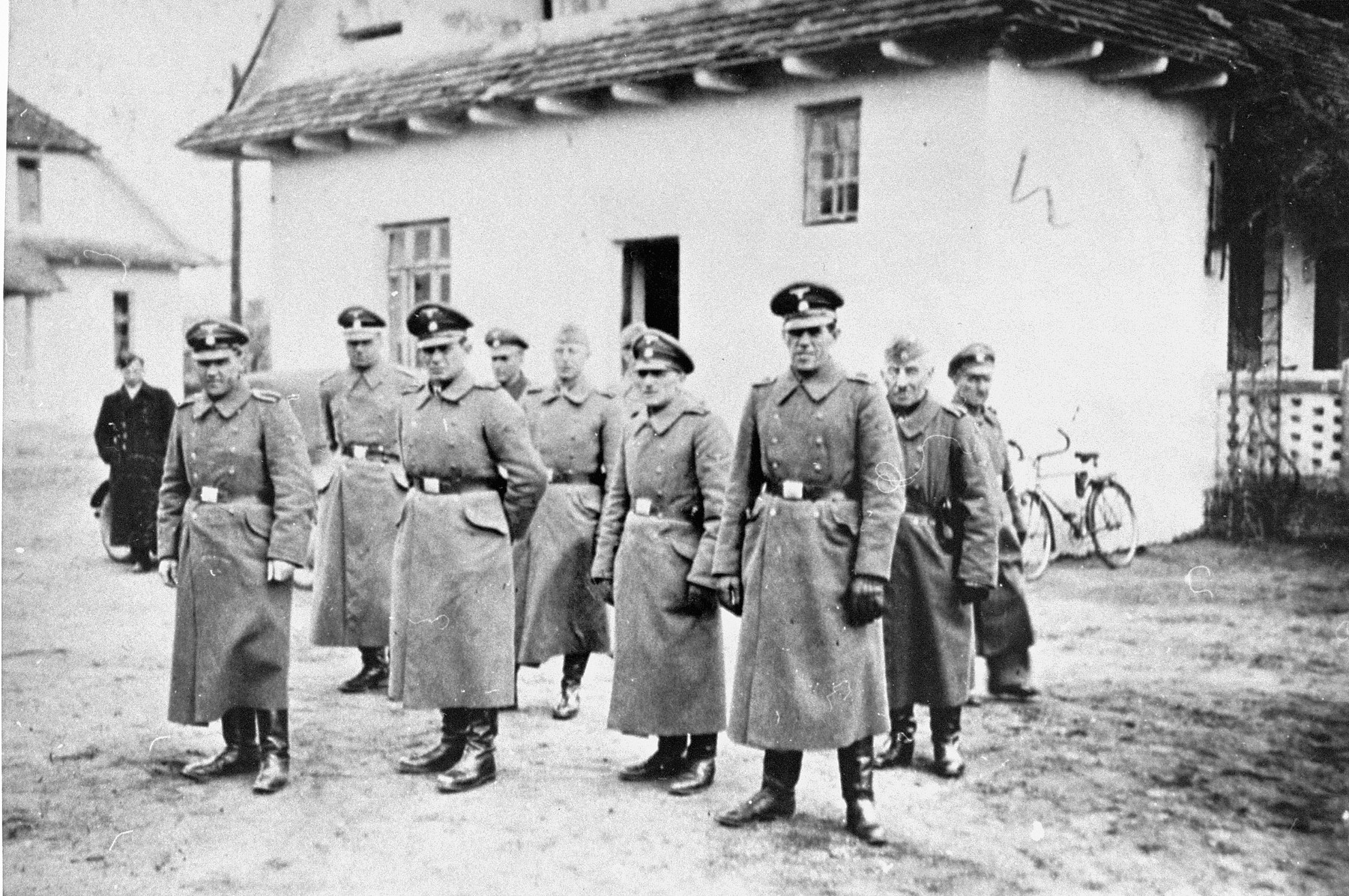
Hackenholt con personal de las SS afuera del campo de exterminio de Belzec (Hackenholt es el tercero desde la derecha)

## Desaparición y búsqueda
Hackenholt desapareció después de 1945. Fue visto por última vez cuando oficiales de la SS del grupo Einsatz R que se encontraban en retirada de Italia a Austria declararon haber visto a Hackenholt en la carretera a Kirbach manejando una carreta de repartición de leche arrastrada por caballos, la cual presumiblemente habría robado para un escape improvisado. Su esposa recibiría por última vez noticias de Hackenholt en el verano de 1945 cuando uno de sus antiguos compañeros, Rudolf Kamm (un ensayista de Belzec), fue a verla para pedirle ropa de civil para Hackenholt.
Oficialmente, supuestamente murió en el norte de Italia, posiblemente ejecutado después de la Pascua de 1945 en San Sabba por haber vendido armas alemanas a los partisanos italianos; sin embargo, esta versión jamás ha sido considerada definitiva y se ha dicho que sobrevivió en el área de Allgäu cerca de Memmingen-Kempten en la frontera entre Alemania y Austria. Su esposa pidió que fuera declarado legalmente muerto en una corte berlinesa el 1 de abril de 1954, lo cual fue aprobado con la corte determinando que su muerte habría sido el 31 de diciembre de 1945.
A finales de julio de 1959, el Centro para la Investigación de Crímenes Nacional Socialistas de Ludwigsburg abrió una investigación sobre los crímenes de Hackenholt en Belzec. Las autoridades de Alemania Occidental abrieron una investigación oficial ese mismo año y localizaron a la esposa de Hackenholt y a su madre; ambas confirmaron que no habrían vuelto a escuchar de Hackenholt desde la guerra y la esposa fue vigilada y monitoreada durante un tiempo en el cual nunca se vio que Hackenholt tratara de contactarla.

### Reportes de su supervivencia
El hermano de Hackenholt, Theo, testifico en 1946 que creía haber visto a su hermano en el camino de Dortmund a Gelsenkirchen manejando un camión repartidor.
Tras esto, en 1961 la policía de Alemania Occidental localizó a Hermann Bauer y Wenzel Fritz Rehwald, colegas de las SS de Hackenholt que trabajaron con él en Sobibor; Bauer declaró que Hackenholt había sobrevivido la guerra y que lo había visto en 1946 cerca de Ingolstadt en Baviera donde Hackenholt había encontrado un trabajo como conductor o mensajero, posiblemente en una empresa de venta de accesorios automovilísticos. Bauer también declaró que Hackenholt había adquirido la identidad de un soldado caído en batalla del ejército alemán apellidado Jansen, Jensen o Johannsen tras lo cual se había ido a vivir con una mujer que había conocido en Trieste.
La policía alemana tomó las declaraciones del hermano de Hackenholt, Bauer y Rehwald en serio y realizó una investigación que duraría cuatro años y durante la cual registraron los hogares de la madre y la esposa de Hackenholt e interrogaron a sus amigos y compañeros de guerra; también buscaron a la persona con los apellidos y oficios mencionados por Bauer y más de 90,000 individuos fueron examinados y descartados. También buscaron en los registros civiles regionales como peticiones de licencias de entre los años de 1945 y 1947, comparando fotos y muestras de su letra. Sin embargo, no se pudo encontrar a Hackenholt, ni confirmar las declaraciones de su hermano o Rehwald o Bauer ni tampoco se pudo determinar si Hackenholt había sobrevivido la guerra o no.
El investigador británico Michael Tregenza paso muchos años buscando a Hackenholt y produjo un reporte detallado de su vida, su carrera militar y su posterior desaparición. Tregenza declaró su firme convicción de que Hackenholt había sobrevivido a la guerra y vivía bajo una identidad falsa en Alemania; Tregenza también declaró que muchos documentos clave relacionados con Hackenholt habían desaparecido misteriosamente de los archivos gubernamentales y que durante su búsqueda varios funcionarios gubernamentales alemanes le advirtieron que cesara su búsqueda, insinuando quizás que Hackenholt había logrado desaparecer con la ayuda o protección de individuos poderosos.